# De fyra stora (fartyg)
De fyra stora var en fartygsklass bestående av fyra oceanångare ägda av White Star Line som gick rutterna Southampton–New York och Liverpool–New York. Klassen färdigställdes åren 1901–1906 och var både de första fartygen i världen att överstiga 20.000 ton och var även först med en pool inomhus.
Klassen bestod av:
- RMS Celtic (1901)
- RMS Cedric (1902)
- RMS Baltic (1903)
- RMS Adriatic (1906)

## Utformning
Klassen hade ett deplacement på 21 000–24 000 ton med Adriatic som klassens största fartyg. Fartygen var 213,8 meter långa, 28 meter breda och var försedda med två propellrar drivna av två fyrcylindriga dubbelexpansions ångmaskiner. Klassen hade kapacitet för totalt 2857 passagerare fördelade på första, andra och tredje klass och hade en besättning på 486 man.

## Historia
1899 sjösattes RMS Oceanic vilket var det första fartyget i världen som var längre än Brunels Great Eastern. White star beslöt sig nu att avbeställa det planerade systerfartyget RMS Olympic och inleda planeringen av en ny fartygsklass. Den nya klassen skulle innehålla fyra fartyg vart och ett med ett deplacement på över 20.000 ton. Fartygen skulle vara byggda för lyx över fart till skillnad från konkurrenterna.
Det första fartyget i klassen döptes till RMS Celtic och sjösattes den 4 april 1901 och var då världens största fartyg. Hon följdes RMS Cedric som sjösattes den 21 augusti följande år. Cedric var tyngre än systern och övertog därför titeln som världens största fartyg. Den tredje systern RMS Baltic som sjösattes den 21 november 1903 var det dittills största fartyget i klassen och behöll titeln som världens största fartyg fram till 1905. Klassens sista fartyg RMS Adriatic Sjösattes den 20 september 1906 och var det snabbaste fartyget av de fyra och det enda att aldrig vara världens största fartyg.
Celtic togs i tjänst 1901 men hennes karriär kännetecknades av en serie olyckor. När hon under Första världskriget tjänade som hjälpkryssare gick hon på en mina 1917 med förlust av 17 människoliv. Följande år torpederades hon av en tysk ubåt men höll sig flytande. 1925 kolliderade hon med ett annat fartyg men ådrog sig endast begränsade skador. 1928 gick Celtic på grund utanför den irländska kusten och skrotades på platsen.
Cedric togs i tjänst 1903 och ägnade större delen av sin förkrigstids karriär åt rutten Liverpool–New York. Under kriget tjänade även hon som hjälpkryssare och kolliderade med det kanadensiska fartyget Montreal som sjönk efter ett misslyckat bogseringsförsök. Cedric utrangerades 1931 och skrotades följande år.
Baltic togs i tjänst 1904 och seglade huvudsakligen rutten Liverpool–New York. 1912 mottog hon nödsignalerna från RMS Titanic men var för långt bort för att kunna komma till undsättning. Baltic skrotades i Japan 1935.
Adriatic togs i tjänst 1907 och fick en framgångsrik karriär där hon bland annat var det första White Star Line-fartyget på rutten Southampton–New York. Under Första världskriget tjänade hon som trupptransport. Under 30-talet användes Adriatic som kryssningsfartyg och skrotades i Japan 1935